# でんぷん団子
でんぷん団子（でんぷんだんご）は、鉄板焼き料理のひとつ。水で溶いたでんぷんを生地として、煮豆（または甘納豆）を加え、鉄板の上で焼き上げて食するもの。地域によっては「流し団子」とも呼ばれる。

## 概要
主に北海道の道東地方で食される郷土料理であり、主におやつや軽食として食べられる。昭和20年代から30年代に食べられるようになった。じゃがいもの貯蔵期間を長くするために加工されたでんぷんの余剰分を活用したのがはじまりである。厳しい寒さと肉体労働で消費されるカロリーを補う食事として重宝された。北海道斜里郡小清水町では、村おこしにも活用されている。

## 作り方
1. 金時豆を洗い、鍋に水を入れて一晩置き、砂糖糖を混ぜて煮た後に塩を入れて煮る[1]。
2. でんぷんに煮豆の煮汁と塩を入れ、よく混ぜる[1]。
3. 1と2を混ぜて素早く練り混ぜる[1]。
4. 出来上がった生地を焼いてできあがり[1]。